# دایسوکه ناکاهارای
دایسوکه ناکاهارای (انگلیسی: Daisuke Nakaharai؛ زادهٔ ۲۲ مهٔ ۱۹۷۷) بازیکن فوتبال اهل ژاپن است.
از باشگاه‌هایی که در آن بازی کرده‌است می‌توان به باشگاه فوتبال آویسپا فوکوئوکا، و باشگاه فوتبال آویسپا فوکوئوکا، اشاره کرد.